# Giuseppe Marchetti
Giuseppe Marchetti (San Felice sul Panaro, 10 novembre 1934 – Parma, 30 agosto 2021) è stato un critico letterario e giornalista italiano.

## Biografia
Ha studiato alle università di Urbino e di Roma, dove ha frequentato le lezioni di Giuseppe Ungaretti.
Dopo aver svolto per alcuni anni l'attività di insegnante, nel 1965 ha vinto un concorso della Biblioteca Palatina di Parma per una posizione di funzionario. Da allora visse a Parma, dove dal 1967 fu critico letterario della Gazzetta di Parma.
Nel 1994 è chiamato da Indro Montanelli, che ha appena lasciato il Giornale, a curare la rubrica letteraria del suo nuovo quotidiano, La Voce, che però cessa le pubblicazioni nell'aprile dell'anno successivo. È stato critico letterario di altri quotidiani, tra cui Il Giorno, Messaggero Veneto e Il Giornale d'Italia.
Nel 1978 è uscito il suo primo romanzo,  La passivazione, finalista nelle opere prime al Premio Viareggio, poi riscritto e rivisto per le edizioni Diabasis con il titolo La noia fitta delle primavere. Ha scritto il romanzo breve Una grande innocenza per le edizioni MUP (Monte Università Parma). Nel 1980 ha scritto il saggio su Renzo Ildebrando Bocchi, Renzo Ildebrando Bocchi tra amore e dolore.
Nel 1991 ha pubblicato per l'editore Battei di Parma Poesia parmigiana nel '900.
Ha collaborato con riviste letterarie, tra le quali Nuova Antologia, Paragone, Nuovi Argomenti, Il Ponte e Letture. Ha pubblicato saggi su Guido Piovene, Antonio Delfini, Ardengo Soffici, Clemente Rebora, e sulla letteratura russa moderna. Ha curato l'edizione delle Lettere familiari di Lorenzo Magalotti per la collana Classici SugarCo e una serie di presentazioni di scrittori parmigiani tra cui Alberta Bigagli e Paola Casoli, oltre che del volume antologico "Pärma", contenente brani tra gli altri di Renzo Pezzani e Alfredo Zerbini.
Nel 2006 ha redatto le schede biografiche di scrittori emiliani per il «Dizionario Bompiani degli Autori» edito da Bompiani.
Del 2007 è Centolibrinovecento edito da MUP.
Nel dicembre 2014 esce, pubblicato da Fedelo's editrice, il suo lavoro dedicato alla vita e all'opera del poeta parmigiano Attilio Bertolucci dal titolo Attilio Bertolucci. Storia di un poeta.
Nel 2015 esce, pubblicato da Diabasis, il volume Testi e Pretesti, con prefazione di Claudio Magris.
È del 2018 l'ultimo suo volume dedicato agli scrittori parmigiani della fine del Novecento e dei primi anni del Duemila: Narratori parmigiani fra i due secoli (ISBN 9788881038930) edito da Diabasis, che ripercorre trent'anni di letteratura ducale  attraverso i suoi autori, da Davide Barilli a Beppe Sebaste, da Valerio Varesi a Luca Cantarelli, da Paolo Nori a Guido Conti, da Gene Gnocchi a Maria Pia Quintavalla.

## Onorificenze
- Premio Sant'Ilario: Medaglia d’oro del comune di Parma (2010)[5].